# Polešovice
Polešovice jsou městys v okrese Uherské Hradiště ve Zlínském kraji, 10 km jihozápadně od Uherského Hradiště, na předělu Dolnomoravského úvalu a pohoří Chřiby. Žije zde přibližně 2 000 obyvatel. Jde o vinařskou obec nacházející se ve Slovácké vinařské podoblasti (viniční tratě: Růženy, Staré Hory, Újezdy, Míšky, Slunečné, Nové Hory, Novosady). Ve zdejší Šlechtitelské stanici vinařské byla vyšlechtěna oblíbená odrůda vína Muškát moravský.
Obcí prochází 3 cyklostezky: Bzenecká vinařská stezka, Moravská vinná stezka a Uherskohradišťská vinařská stezka. Jelikož jde o vinařskou obec, jsou Polešovice i cílem cykloturistiky a vinařské turistiky. V obci se nachází Šlechtitelská stanice vinařská, Vinařství Šoustek, Vinařství Vaďura a Vinařství U kostela, kde je možné zakoupit zde vyšlechtěnou odrůdu Muškát Moravský.  

## Historie
Bohaté archeologické nálezy dokládají hustotu zdejšího osídlení již v pravěku v mladší době kamenné (6. tisíciletí př. n. l.). Našly se zde jámy se zbytky keramiky a zvířecích kostí.
Z mladší doby bronzové pochází nejvzácnější nález, tzv. Polešovický poklad – 800 zlomků různých bronzových předmětů tvořící původní poklad (nástroje, šperky, srpy, sekerky, náramky, jehlice, zlomky mečů, dýk, kopí a oštěpů).
Od 7. století zde můžeme sledovat silné slovanské vrstvy, na něž navázala historicky doložená osada Záblacany v 10. a 11. století. První písemná zmínka o obci pochází z roku 1220, kdy obec patřila nově založenému cisterciáckému klášteru na Velehradě.
K dalšímu hospodářskému rozvoji obce napomohla privilegia velehradských opatů a zejména povýšení na městečko císařem Rudolfem II. v roce 1595 s právem dvou výročních trhů a jednoho týdenního a právo užívat znak. Trhy a jarmarky měly ekonomicky pozvednout sedláky, nové měšťany a také klášter. Důležitým zdrojem příjmů kláštera a polešovických poddaných byly také vinohrady. Nejvíce se toho o pěstování vinné révy dovídáme po husitských válkách. Poddaní ze svých vinohradů platili vrchnosti desátky většinou ve formě naturální.
Pošta v obci byla založena 20. ledna 1877. Od 22. června 2007 byl obci vrácen status městyse.

## Pamětihodnosti
- Kostel svatého Petra a Pavla
- Kříž na Salajce
- Socha svatého Floriána v centrální části obce
- Socha svatého Marka
- Smírčí kříž Grejty
- Socha svatého Jana Nepomuckého
- Vinné sklepy ve Vinařské ulici
- Rozhledna Floriánka

## Galerie

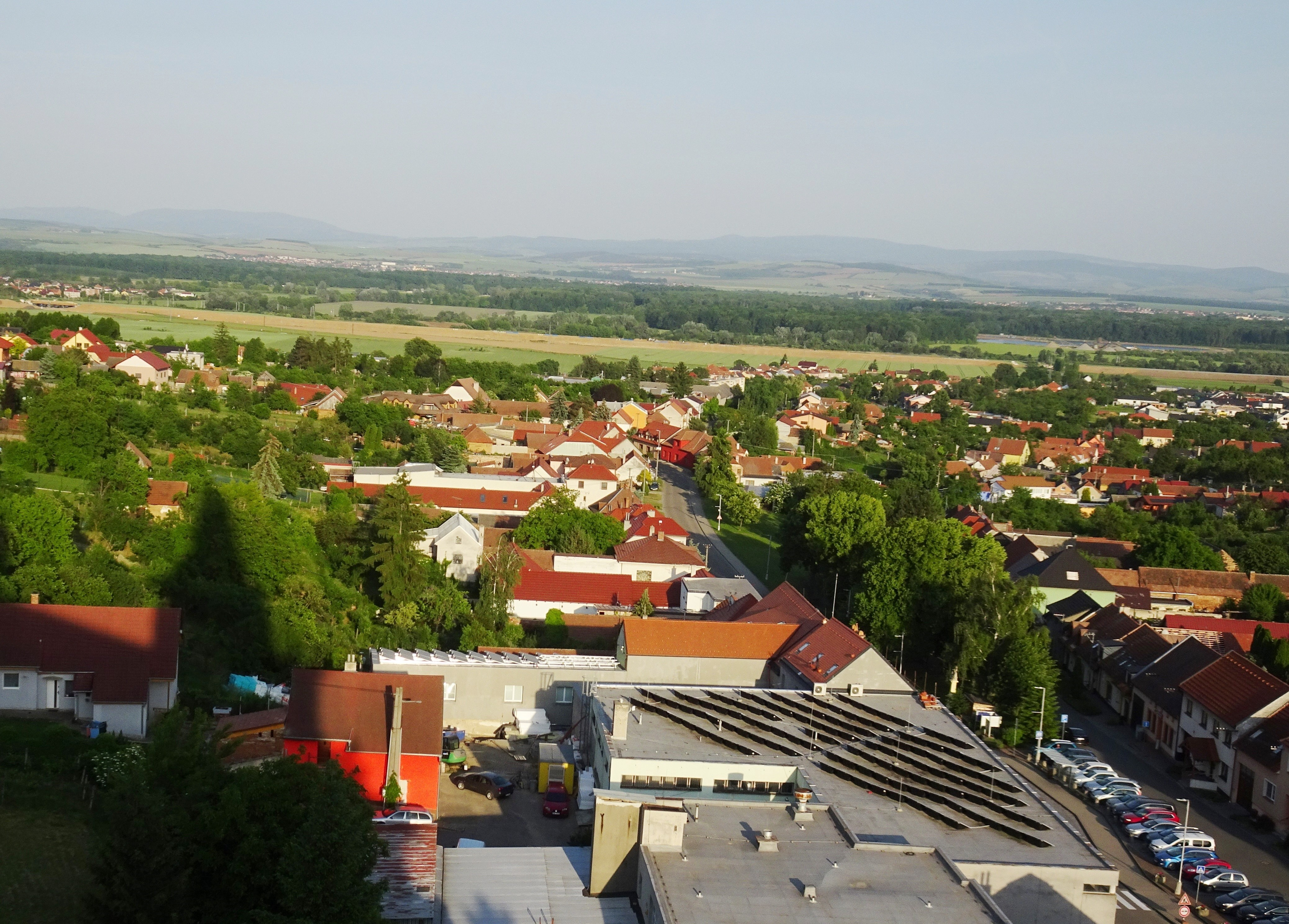
Pohled na obec z kostelní věže
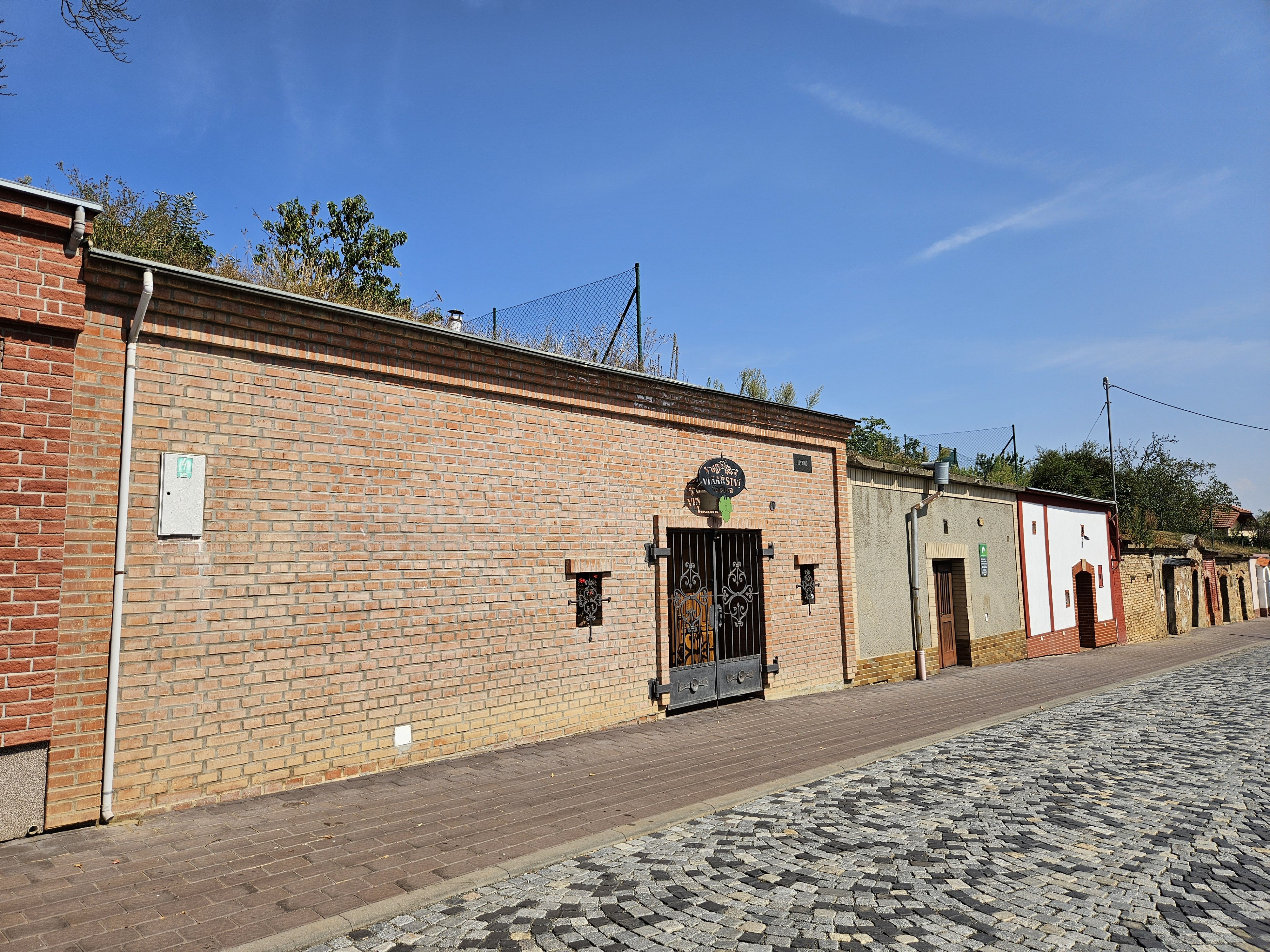
Vinné sklepy ve Vinařské ulici
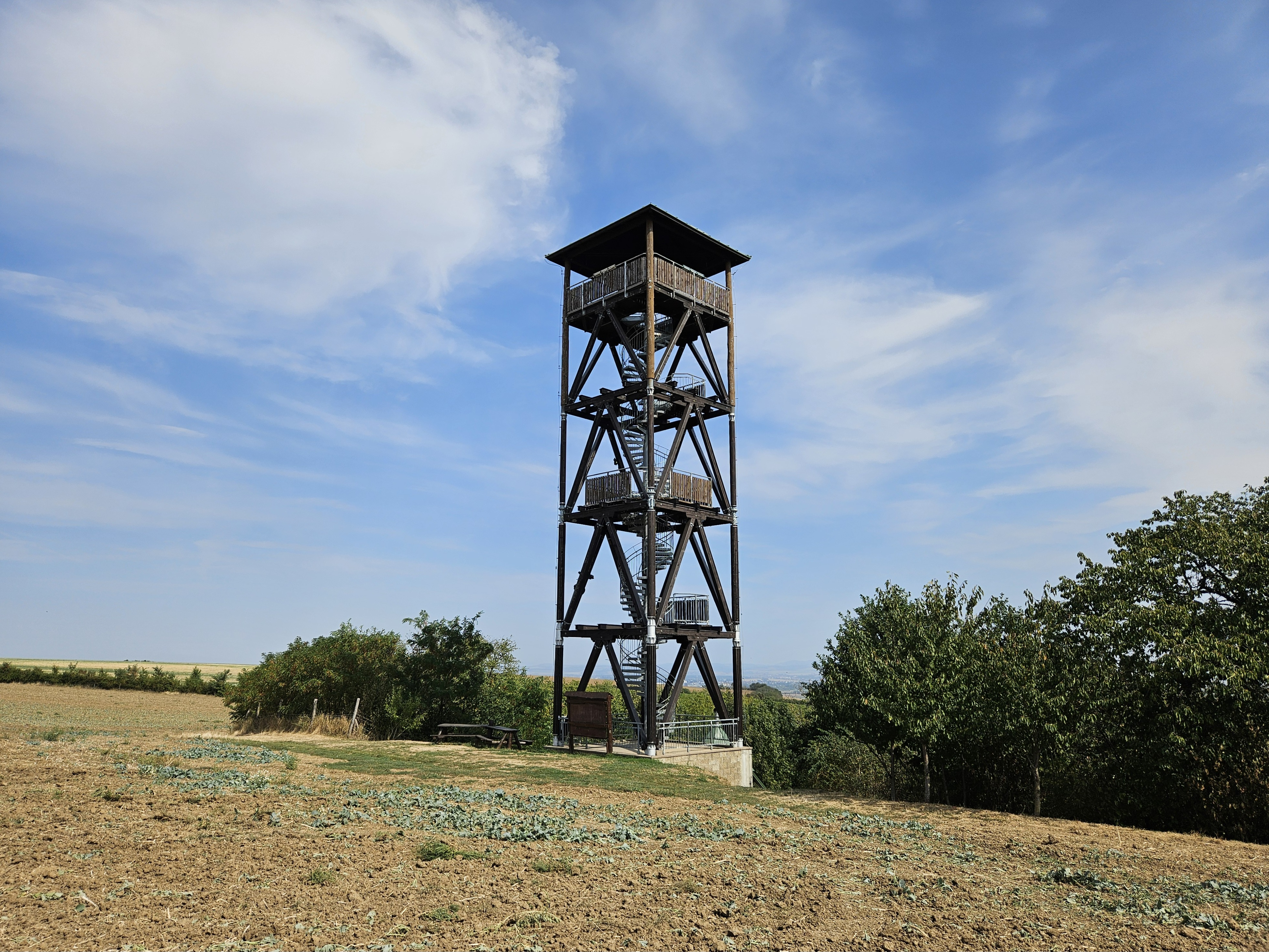
Rozhledna Floriánka
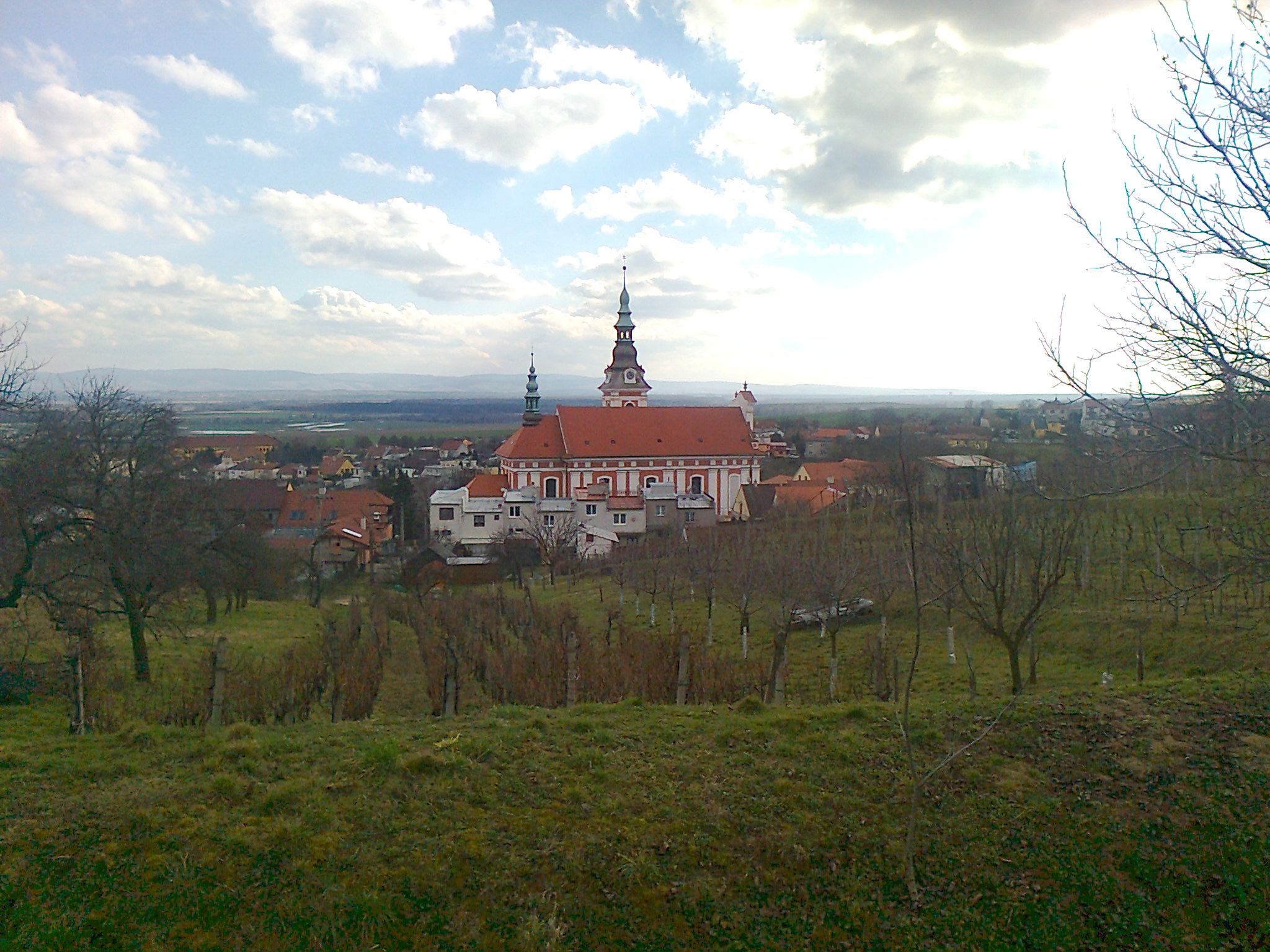
Kostel sv. Petra a Pavla
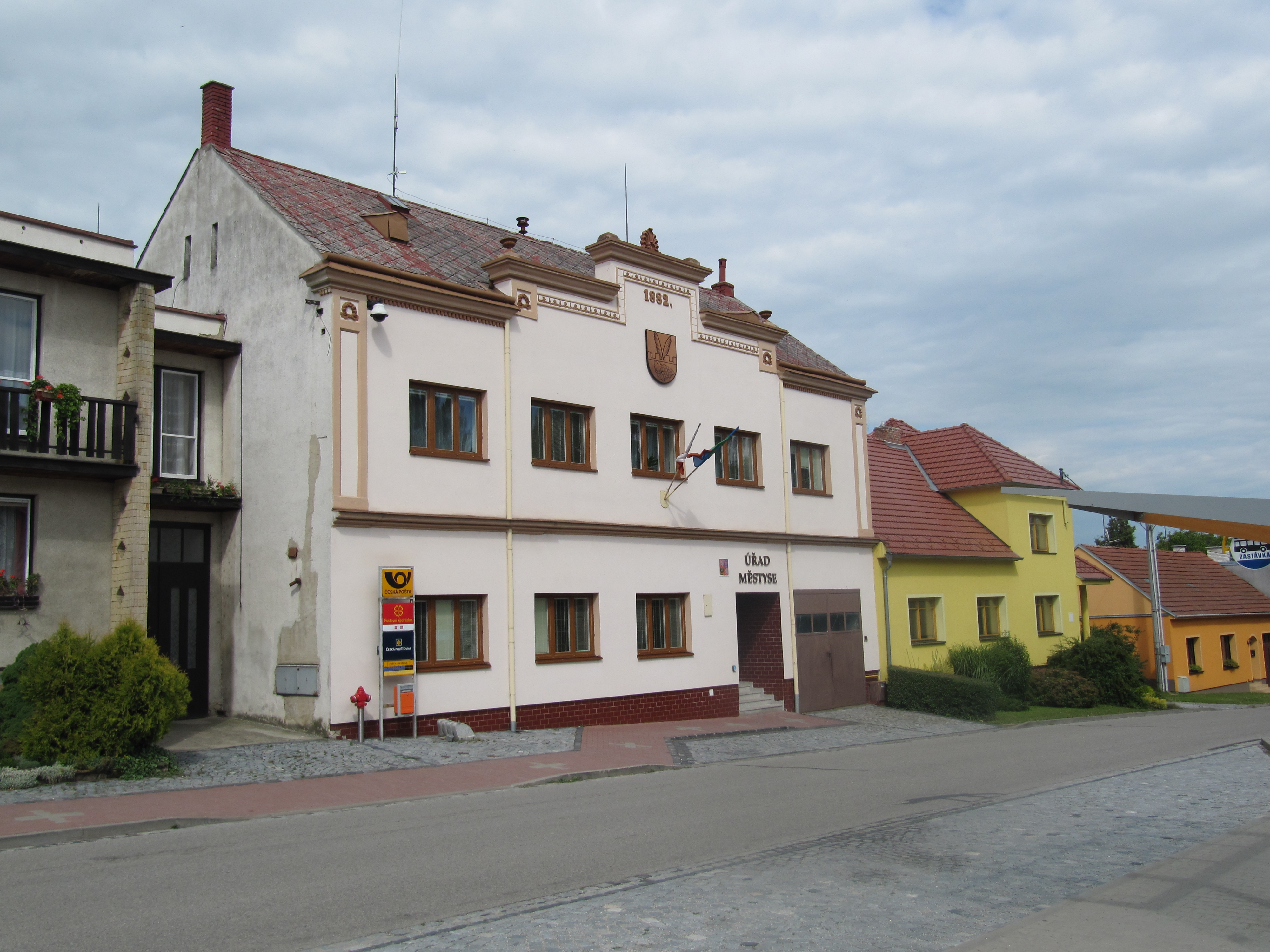
Úřad městyse
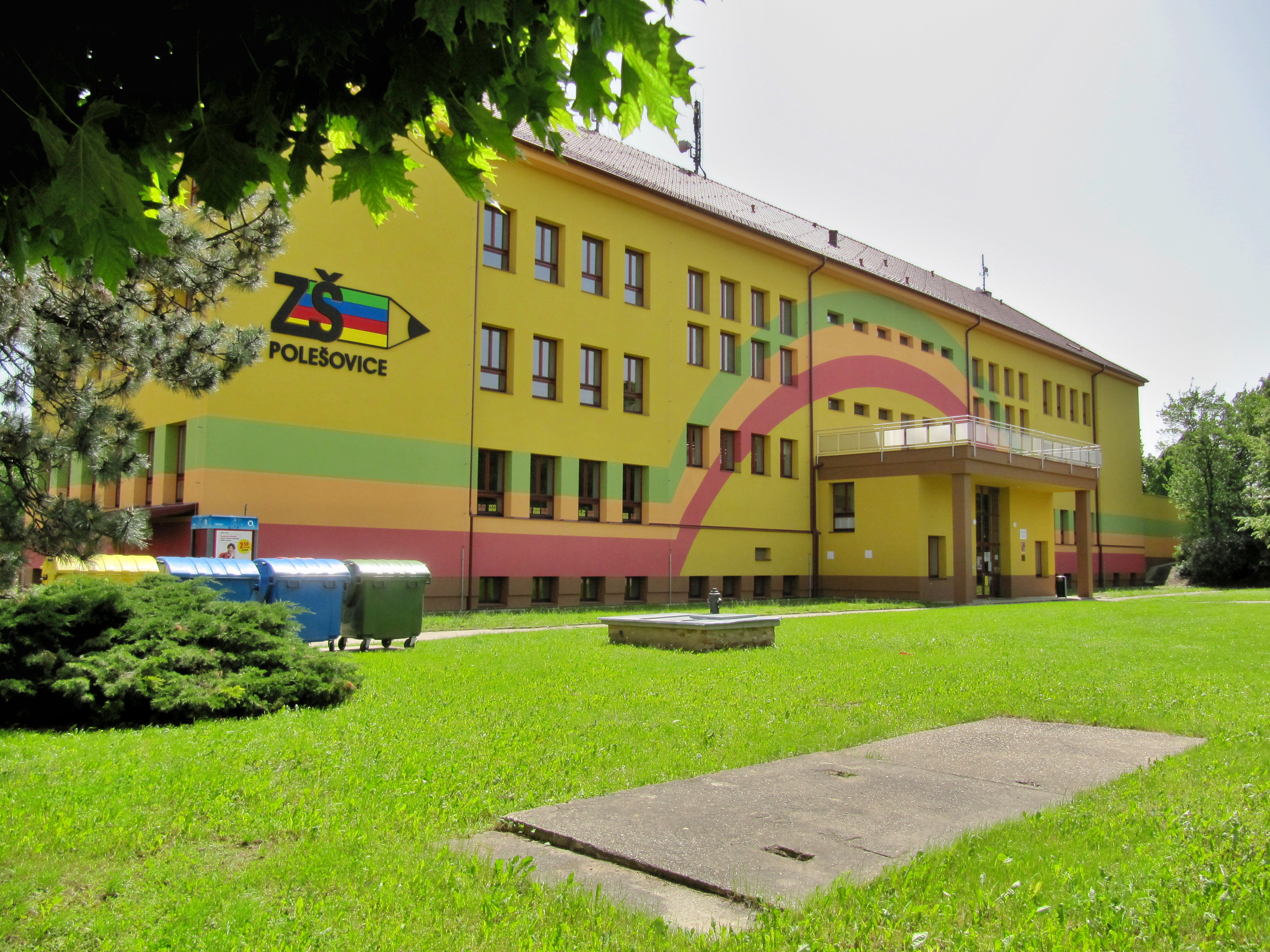
Základní škola
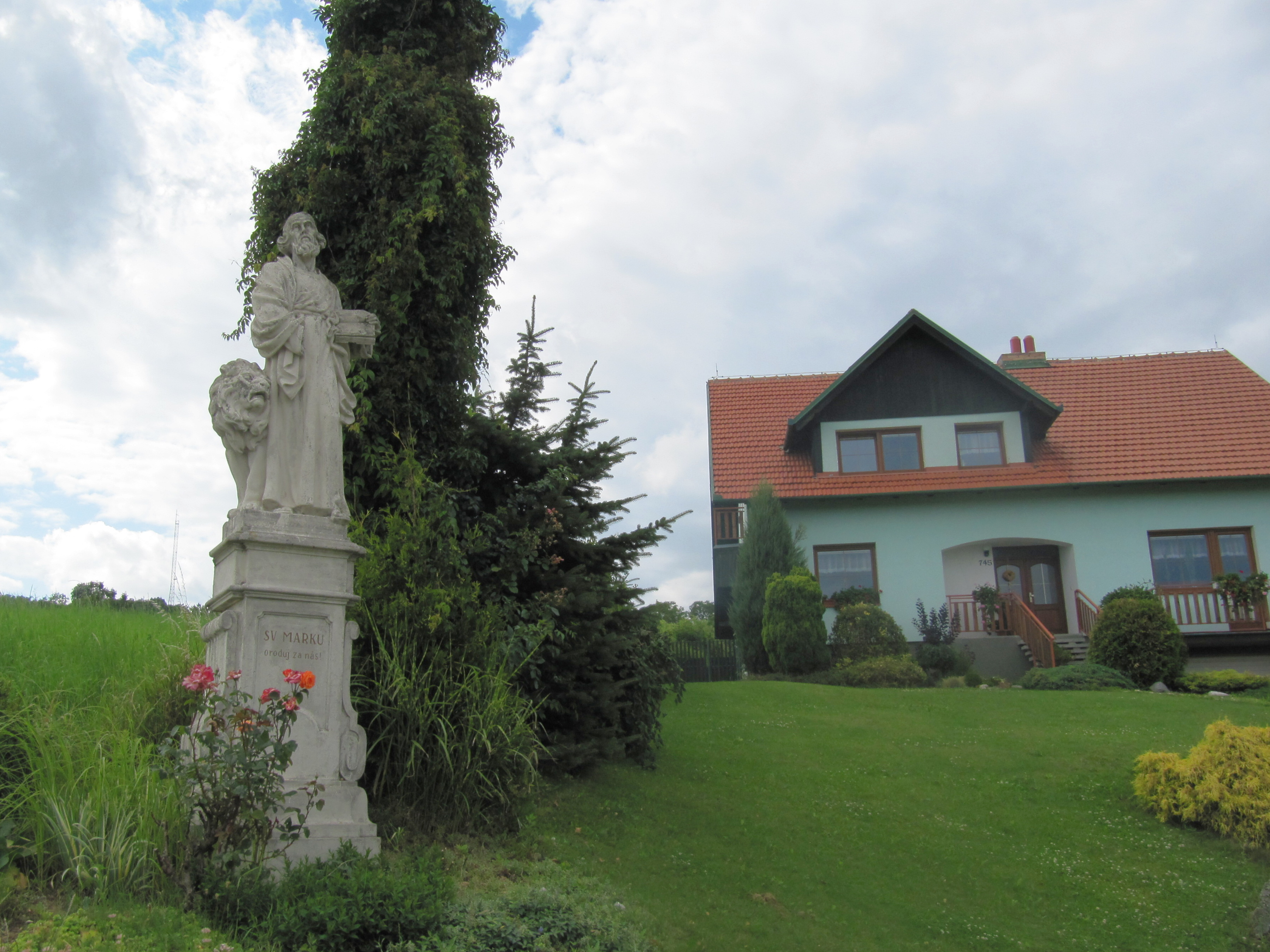
Socha sv. Marka
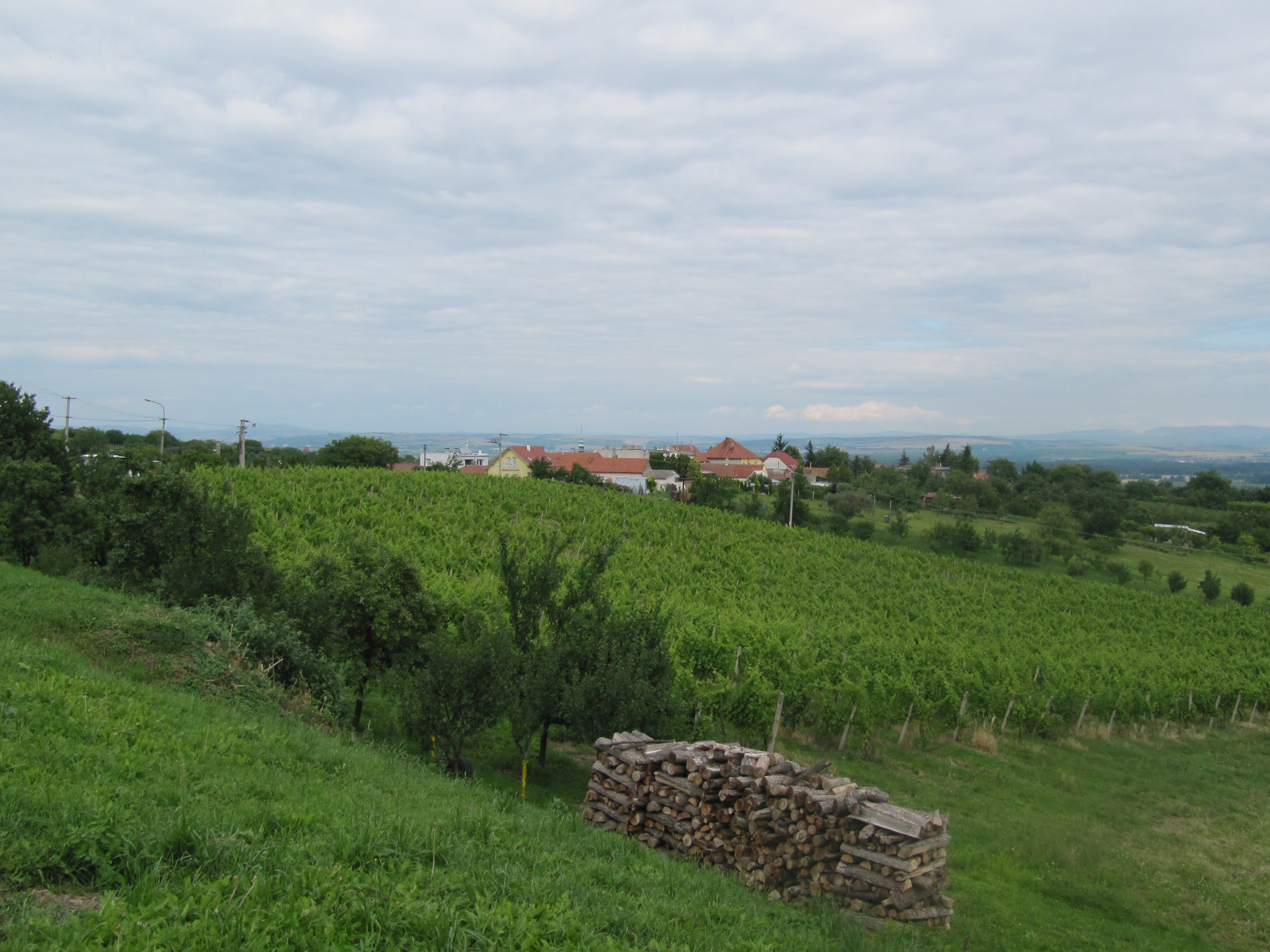
Vinohrady
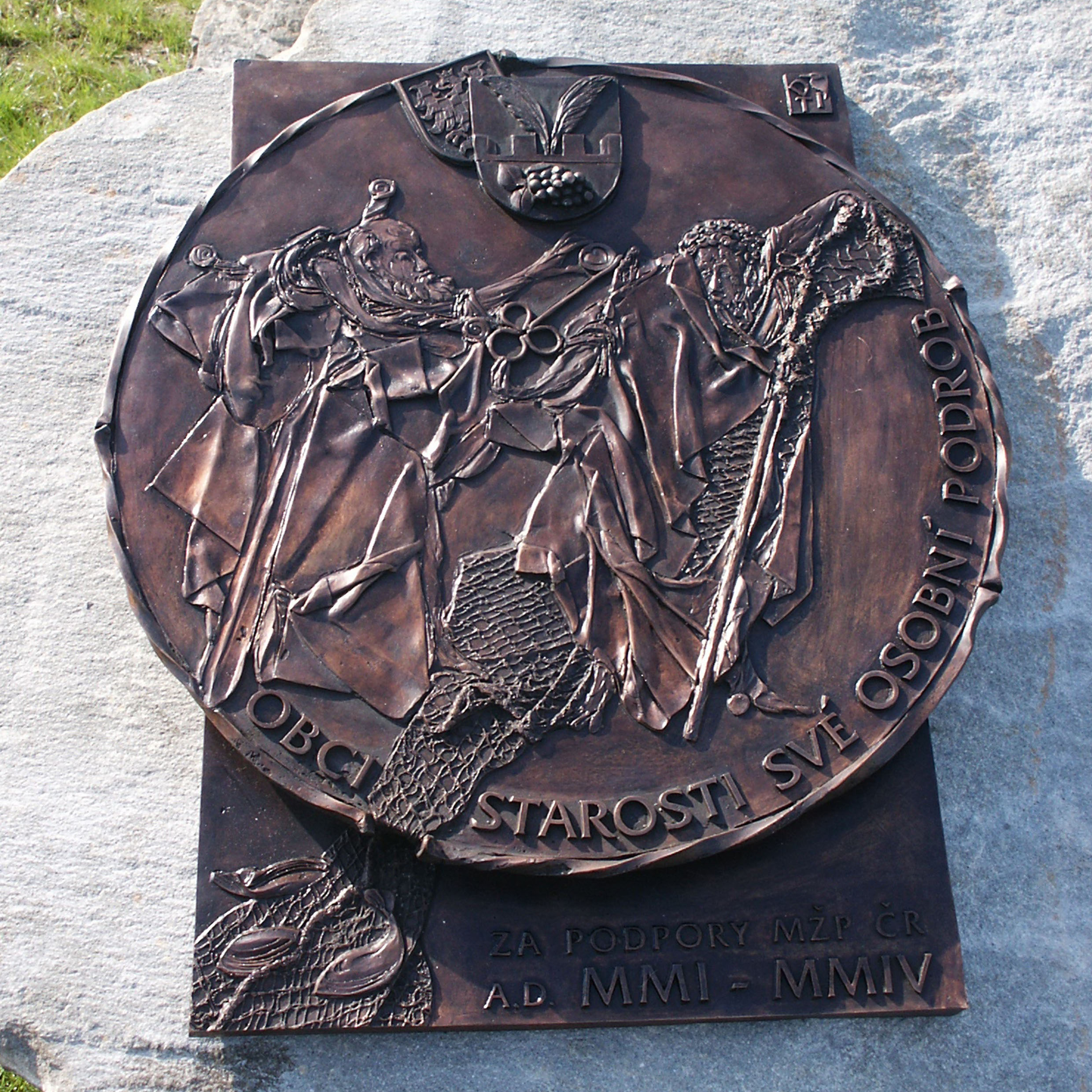
reliéf sv. Petra a Pavla u rybníka
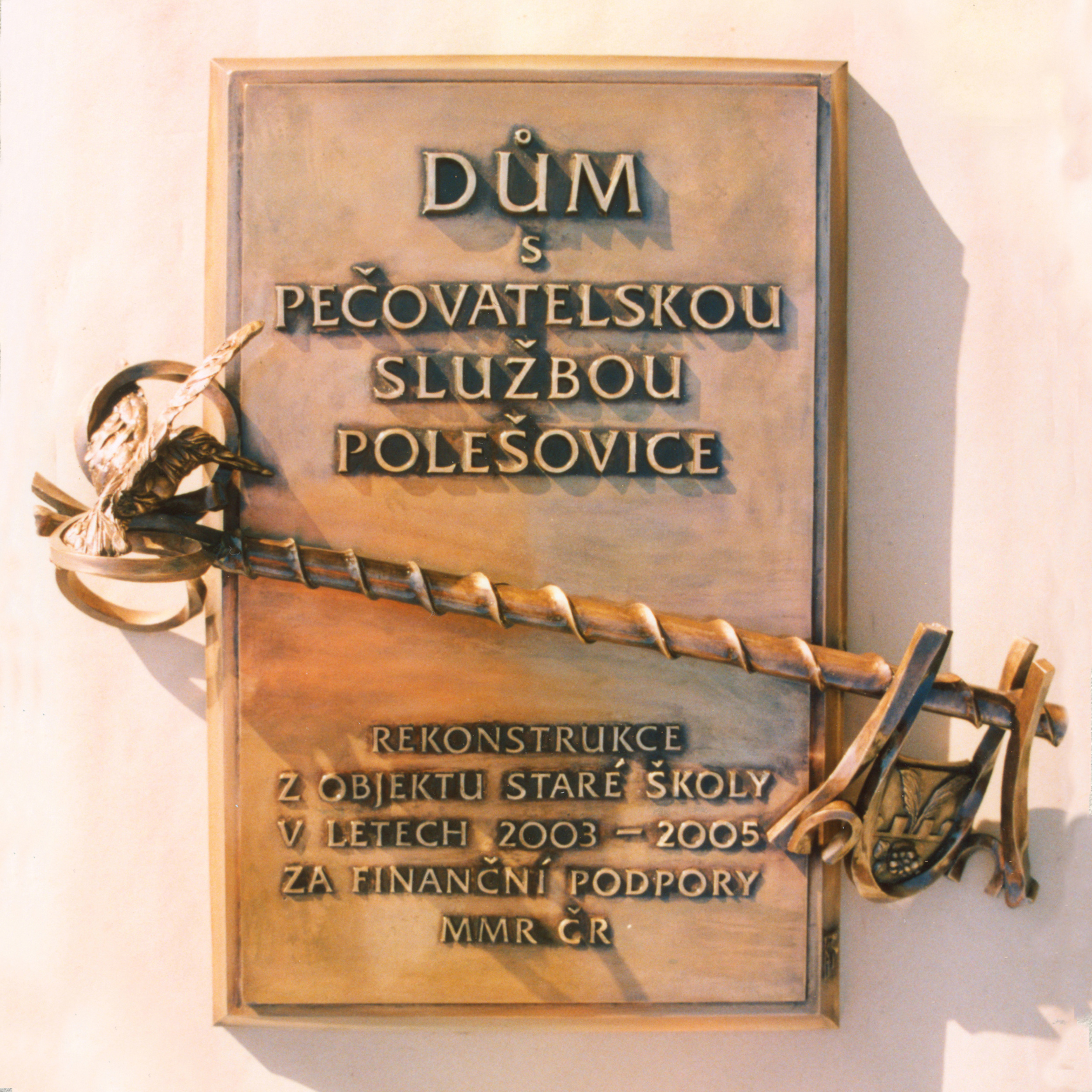
pamětní deska
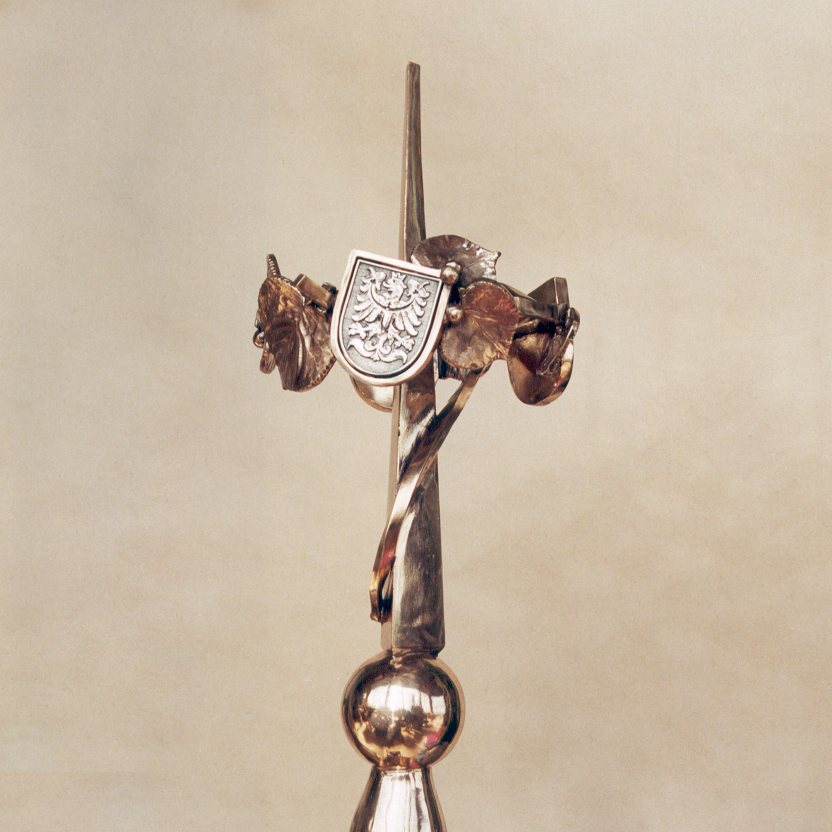
nákončí na státní prapor
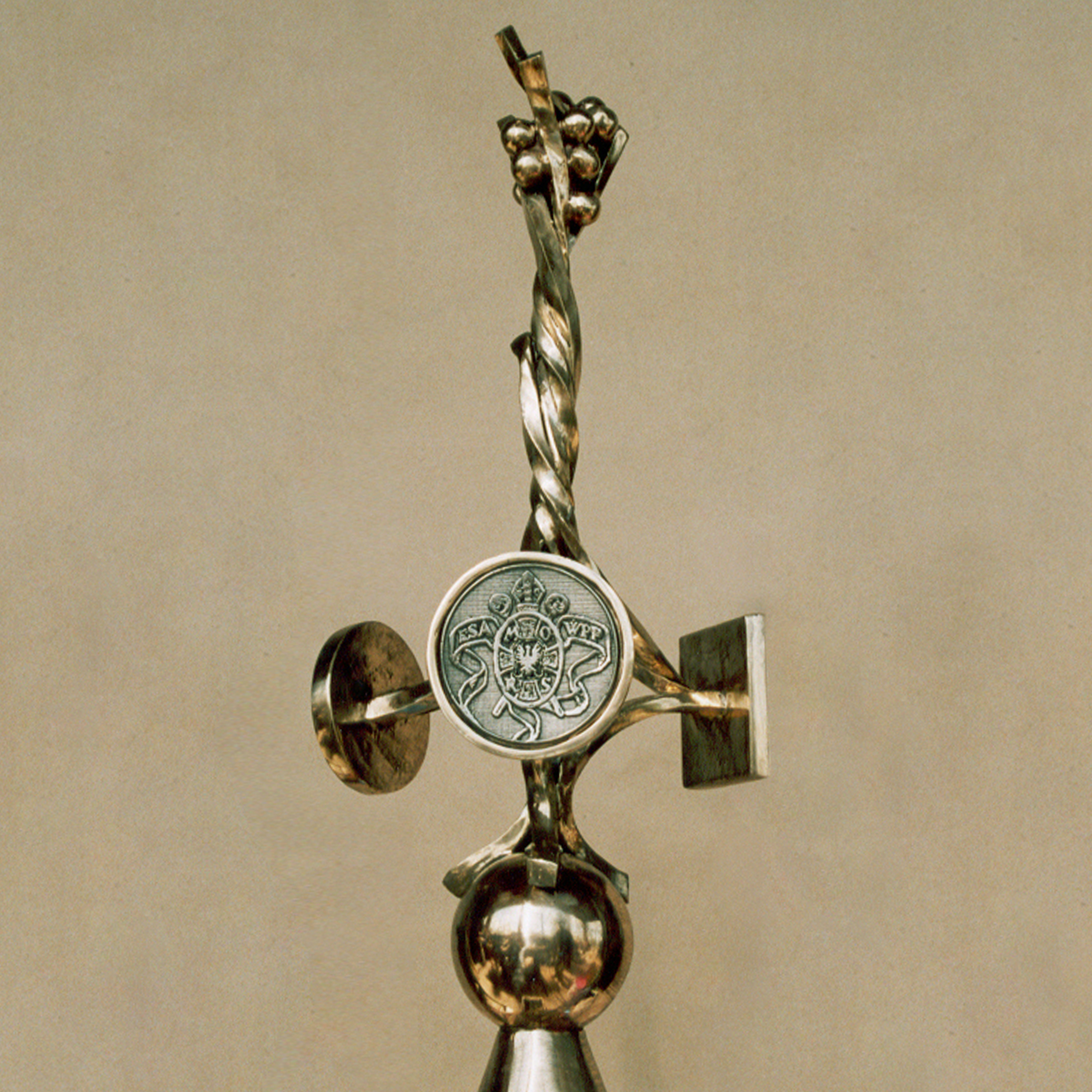
nákončí na obecní prapor
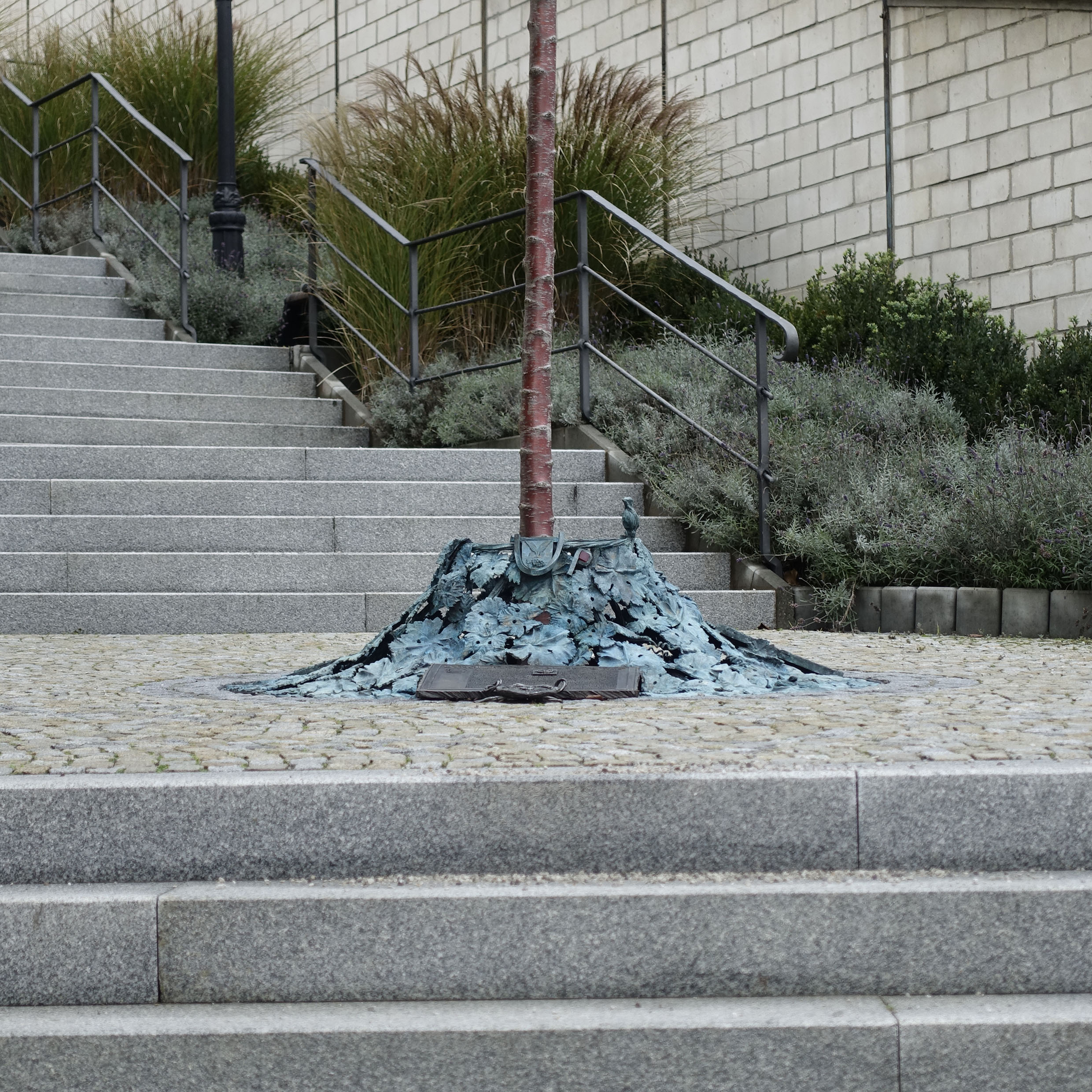
pavéza - schody ke kostelu
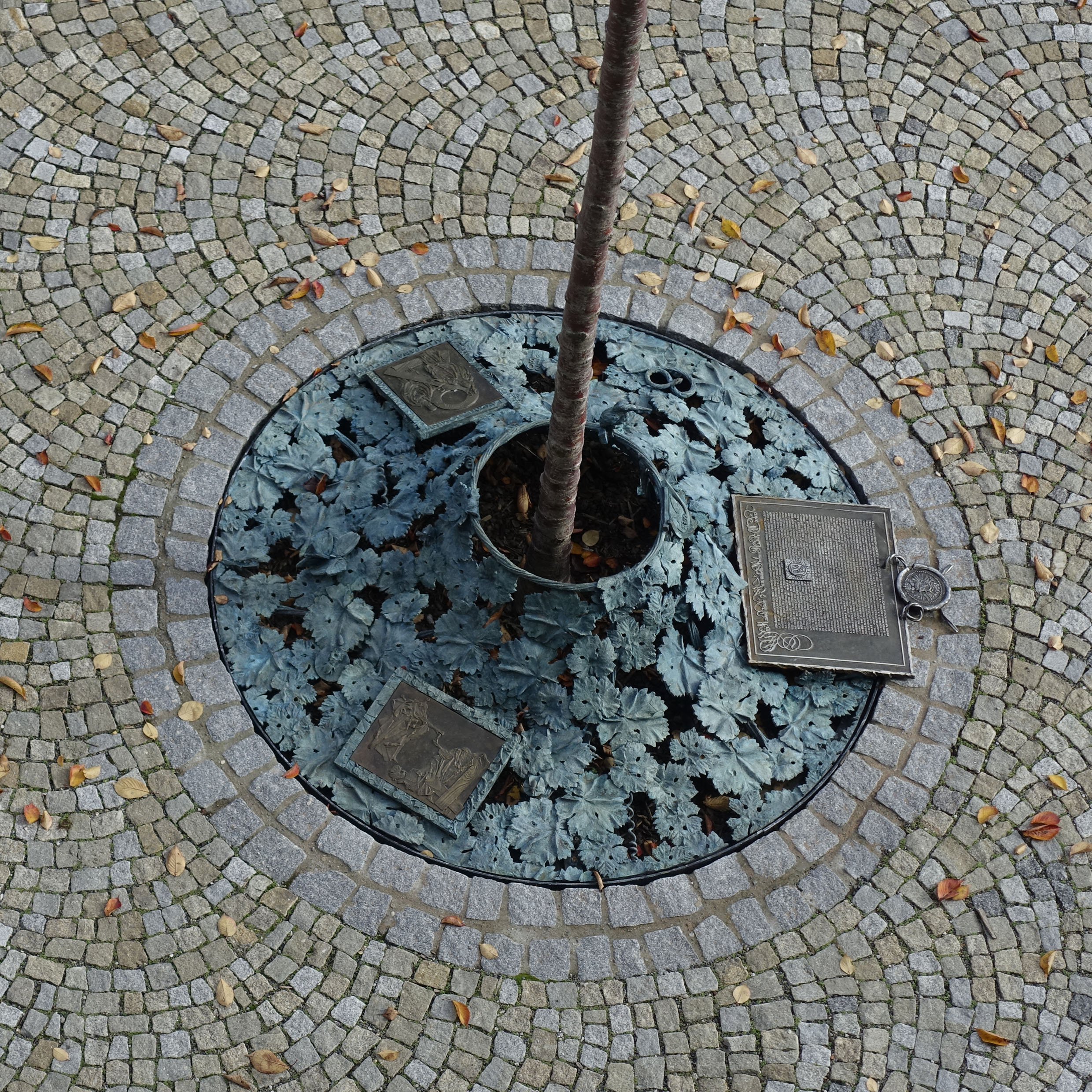
pavéza - pohled shora
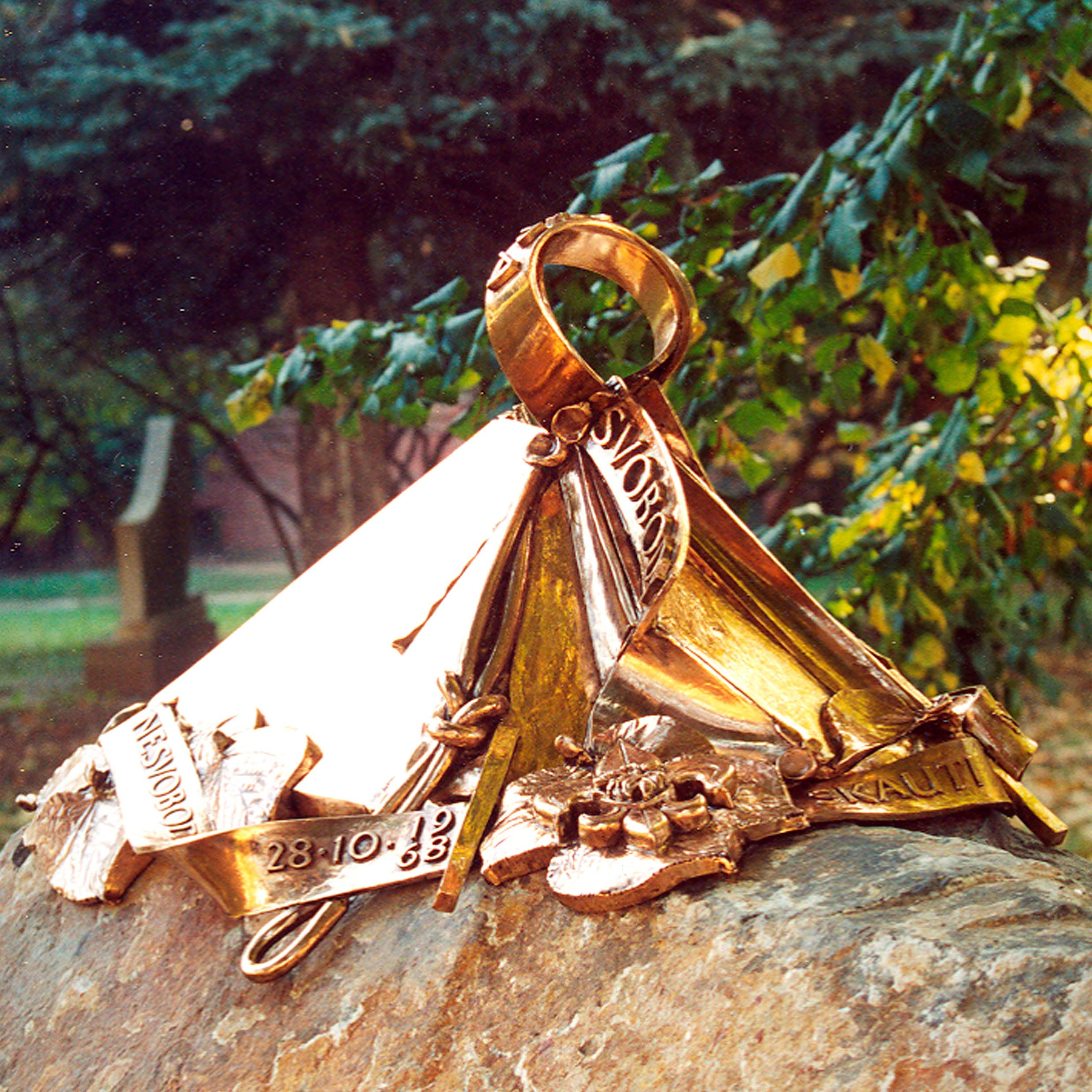
památník - skautská lípa u školy
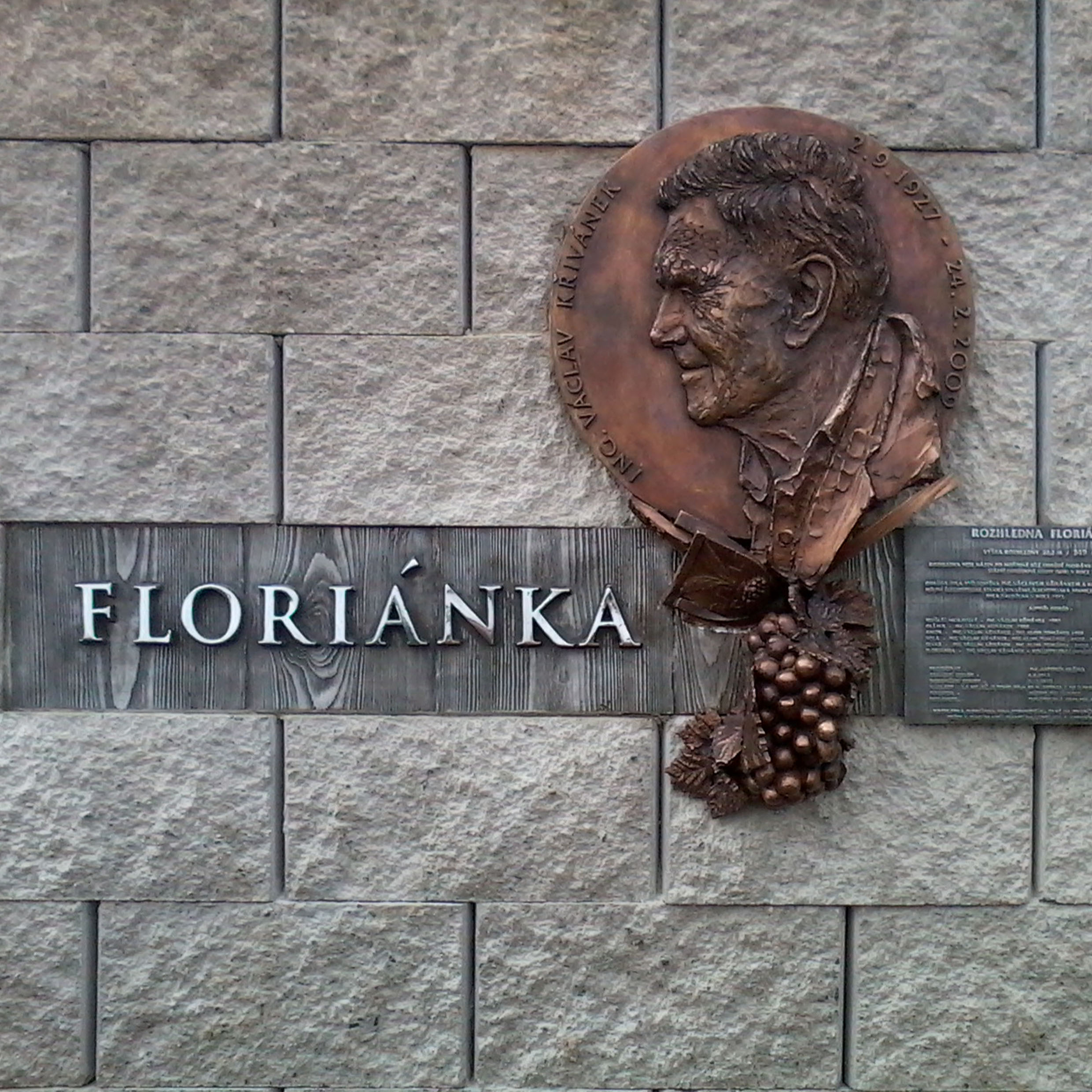
reliéf pana Křivánka na rozhledně Floriánka
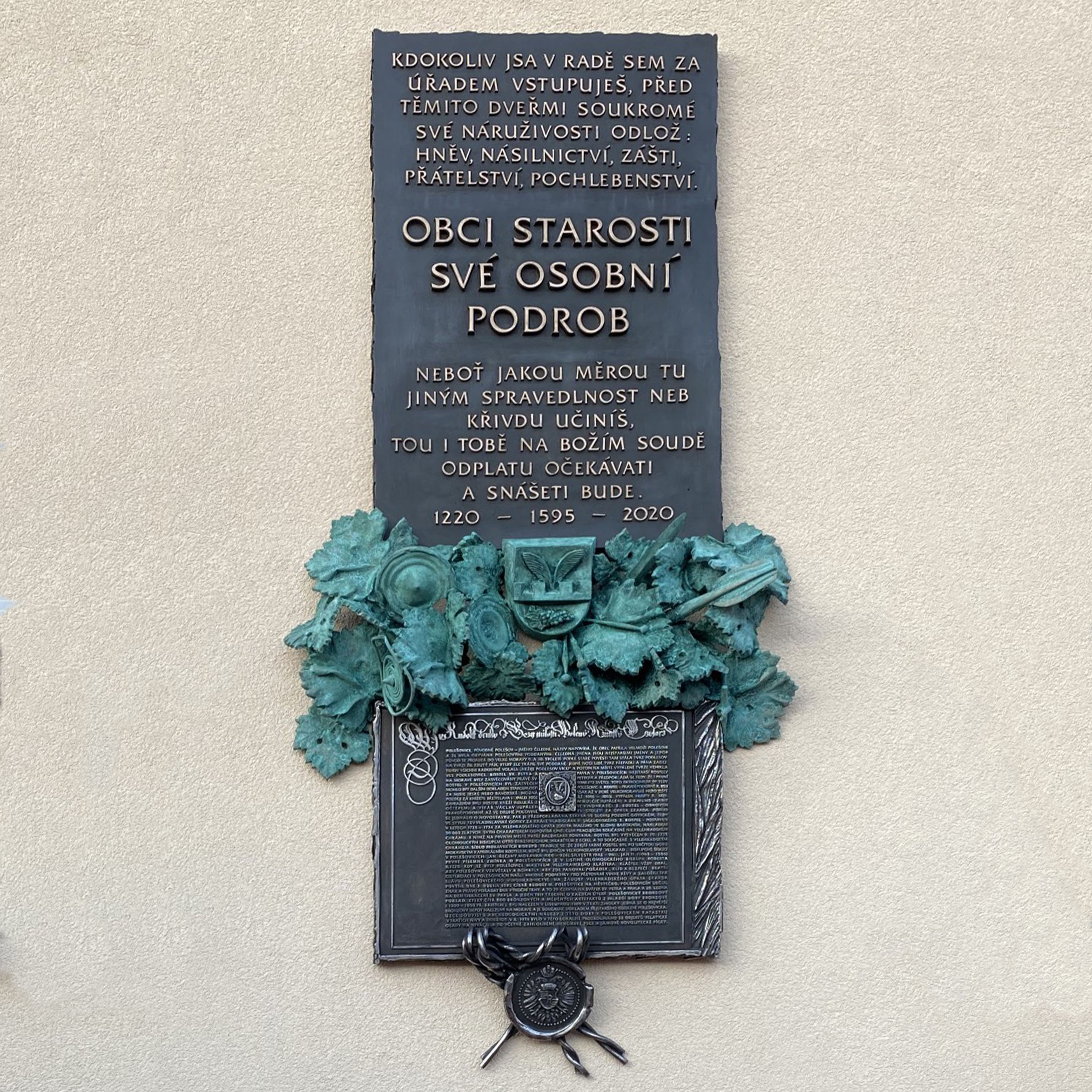
pamětní deska obce

- Bronzové artefakty jsou z dílny akademického sochaře Daniela Ignáce Trubače.

## Osobnosti
- Vojtěch Basovník (1912–1955), kněz, salesián
- Vojtěch Trnčák (1915–1999), kněz, salesián, pedagog a misionář v Chile[9]
- Jaroslav Krejčí (1916–2014), sociolog, právník a politik
- Mojmír Maděrič (* 1955), herec, hudebník, moderátor
- Dušan Zapletal (1931–1987), akademický malíř a docent na pedagogické fakultě v Banské Bystrici
- Daniel Ignác Trubač (* 1969), akademický sochař

## Sport
Fotbalový klub 1. FC Polešovice byl v letech 1997–2000 účastníkem 4. nejvyšší soutěže.